# Нарынский уезд (Букеевская губерния)
Нарынский уезд — административно-территориальная единица Букеевской губернии (с 1920 года — в составе Киргизской АССР), существовавшая в 1919—1922 годах.
Нарынский уезд с центром в Нарын-Теки был образован в 1919 году. В 1920 включал 12 кочевых волостей, имевших номера (с 1 по 12) вместо названий.
В январе 1921 года вместо 9 волостей было создано 6 (все кочевые):
- Баржаптерская
- Бекетаевская
- Бурлинская
- Толубайская
- Уялинская
- Чендинская

При этом волость № 10 отошла к Урдинскому уезду.
6 мая 1922 года Нарынский уезд был упразднён. Его территория отошла к Джангалинскому уезду.